# Украинский (Суетский район)
Украи́нский — посёлок в Суетском районе Алтайского края России. Входит в состав Александровского сельсовета.

## История
Основан в 1926 году. В 1928 году посёлок Чистовский состоял из 38 хозяйств, основное население — украинцы. В административном отношении находился в составе Верх-Суетского сельсовета Знаменского района Славгородского округа Сибирского края.

## Население
| 1997 | 1998 | 1999 | 2000 | 2001 | 2002 | 2003 |
| ---- | ---- | ---- | ---- | ---- | ---- | ---- |
| 167  | ↗178 | ↘177 | →177 | ↗189 | ↘187 | ↗194 |
| 2004 | 2005 | 2006 | 2007 | 2008 | 2009 | 2010 |
| ↘193 | ↘179 | ↘166 | ↘160 | ↗164 | ↗170 | ↘159 |
| 2011 | 2012 | 2013 |      |      |      |      |
| ↘157 | ↘155 | ↘151 |      |      |      |      |

## Улицы
- ул. Калинина,
- ул. Лесная,
- ул. Свободы.